# Ion Popa
Ion Popa (ur. 2 lutego 1957) – wioślarz. W barwach Australii brązowy medalista olimpijski z Los Angeles.
Urodził się w Rumunii i występował w barwach tego kraju na imprezach międzynarodowych. Zawody w 1984 były jego pierwszymi igrzyskami olimpijskimi. Medal, pod nieobecność sportowców z części krajów tzw. Bloku Wschodniego, zdobył w ósemce. Zdobył dwa medale mistrzostw świata w ósemce, złoto w 1986 i brąz. W tej konkurencji zdobył też złoto Igrzysk Wspólnoty Narodów w 1986. Brał udział w igrzyskach w 1988.
Jego żona Susan Chapman również była wioślarką i medalistką olimpijską.